# Basurto-Ospitalea
Basurto-Ospitalea (hiszp. Estación de Basurto-Hospital, bas: Basurto-Ospitalea geltokia) – stacja kolejowa w Bilbao, w dzielnicy Basurto-Zorroza, w prowincji Vizcaya we wspólnocie autonomicznej Kraj Basków, w Hiszpanii.
Jest obsługiwana przez pociągi wąskotorowe FEVE linii B-1.

## Historia
Stacja została zbudowana przez firmę Bilbao Ría 2000 i została uruchomiona 25 stycznia 2010 roku, zastępując poprzednią stację Basurto. Przystanek składa się z centralnego peronu o długości 90 metrów.
Obecnie okolice są w trakcie urbanizacji.

## Linie kolejowe
- Linia Bilbao – Santander[3]